# Argiope dang
Espèce
Argiope dang est une espèce d'araignées aranéomorphes de la famille des Araneidae.

## Distribution
Cette espèce se rencontre au Laos et en Thaïlande.

## Publication originale
- Jäger & Praxaysombath, 2009 : Spiders from Laos: new species and new records (Arachnida: Araneae). Acta Arachnologica, Tokyo, vol. 58, no 1, p. 27-51 (texte intégral).